# Johan Fjeldsted Dahl

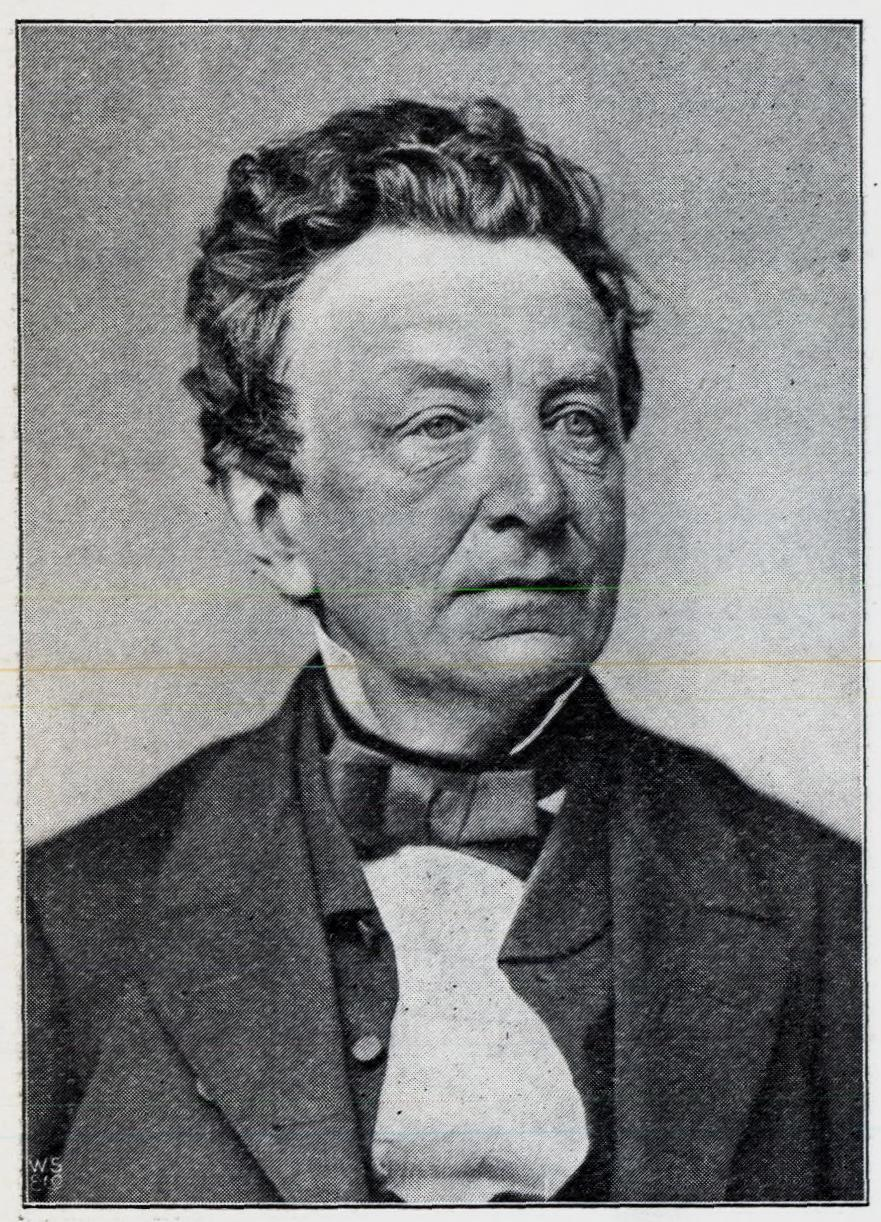
Johan Fjeldsted Dahl, Illustration aus En Christianiensers Erindringer fra 1850- og 60-Aarene von Yngvar Nielsen

Johan Fjeldsted Dahl, Johan Anthon Abraham Fjeldsted Dahl (* 1. Januar 1807 in Kopenhagen; † 16. März 1877 in Østre Aker (heute Oslo)) war ein norwegischer Buchhändler und Verleger.

## Familie
Seine Eltern waren der Schuhmachermeister John Dahl und dessen Frau Anne Kirstine Willumsen. Er war mit der deutschen Sängerin und Gesangslehrerin Emma Amalie Charlotte Freyse (6. April 1819–13. Dezember 1896), Tochter des Konditors Martin Gerhard David Freyse und dessen Frau Magdalena Catharine Röden, verheiratet.

## Die Anfänge
Dahl wuchs in Kopenhagen bei dem Kammerherrn J. de Hoppe auf, der ihm Zutritt zu den führenden kulturellen Kreisen Kopenhagens verschaffte. Er wurde mit den bedeutendsten dänischen Autoren bekannt, unter anderem mit Adam Oehlenschläger. Er wurde 1822 beim Buchhandel Gyldendal angestellt. Der Leiter des Buchhandels Jacob Deichmann vermittelte ihn 1829 an Jørgen W. Cappelen, der in Christiania einen Buchhandel eröffnen wollte. Im November 1829 reiste Dahl nach Norwegen. Sein literarisches Interesse, sein umgängliches Wesen und seine Erfahrung im Buchhandel schuf einen guten Kontakt zu den Kunden, und das Geschäft florierte. Die Zusammenarbeit währte knapp drei Jahre.

## Die Selbständigkeit
Im Herbst 1832 machte Dahl sich selbständig. Ein Teil der Kunden Cappelens folgten ihm. Sein Geschäft wuchs. Erst nahm er Bücher in Kommission, dann startete er mit eigenen Ausgaben. Im Zentrum standen wissenschaftliche Literatur und Lehrbücher. Daneben betrieb er eine Leihbibliothek und ein Antiquariat.
Im gleichen Jahr spaltete sich der norwegische Studentenverband im Streit zwischen Wergeland und Welhaven. Sein Buchhandel wurde zum Begegnungszentrum der Intellektuellen Christianias. Er fühlte sich den konservativen Kreisen verbunden, stand der „Intelligenspartiet“ nahe und war mit Welhaven gut befreundet. Wergeland, ein Gegner Welhavens, griff ihn öfters öffentlich an, und bezichtigte ihn der „Danomanie“ Und „Københavneri“, also einer unterwürfigen Haltung zur dänischen Kultur. Wergelands Farce Papagøyen war ein direkter satirischer Angriff auf die prodänische Haltung im Allgemeinen und auf Dahl im Besonderen. Dahl gab nicht nur Welhavens, sondern bis zum Erscheinen von Papgøyen auch Wergelands Bücher heraus, aber auch von anderen Autoren. So erschien bei ihm Camilla Colletts Amtmandens Døttre (Die Töchter des Amtmanns), und er kümmerte sich auch um die folgende Generation von Schriftstellern wie Bjørnstjerne Bjørnson und Henrik Ibsen. Aber sein Schwergewicht blieb auf dem Gebiet der wissenschaftlichen Literatur.
Einen großen Teil der 1830er und 1840er Jahre war er der bedeutendste Buchhändler Norwegens. 1836 kaufte er ein Grundstück in Christiania und richtete dort eine eigene Druckerei ein. Er gab nun die Zeitungen Vidar und Den Constitutionelle heraus. Er gehörte zu den Gründern der Lesegesellschaft „Athenæum“ und der „Christiania Kunstforening“.
1836 verlangte die Polizei unter Hinweis auf neue Gesetze, dass ihr ein Exemplar von Peter Andreas Munchs Ephemere zur vorherigen Zensur vorgelegt werde. Er lehnte ab. Das Oberste Gericht gab ihm Recht und die Zensur wurde abgeschafft. Dahl war außerordentlich großzügig. Aber das führte auch zum Rückgang seines Geschäfts, das er 1875 verkaufte. Da hatte es seine Rolle ausgespielt.

## Bedeutung
Johan Fjeldsted Dahls Buchhandel in Christiania hatte große Bedeutung für die norwegische Literatur. In der ersten Hälfte des 19. Jahrhunderts war sein Buchhandel der Treffpunkt für die literarische und künstlerische Elite Christianias, insbesondere für Welhaven und seinen Kreis. Er war auch Pionier im norwegischen Verlagswesen.